# Kiel Reijnen
Kiel Reijnen (Bainbridge Island, 1 de junio de 1986) es un ciclista estadounidense. Fue profesional en la modalidad de ruta hasta el año 2021, momento en el que decidió cambiar de disciplina y competir en grava.

## Palmarés
2010
- Tour de Tailandia, más 1 etapa
- 3º en Campeonato de Estados Unidos en Ruta

2011
- Tour de Ruanda, más 4 etapas

2012
- 3º en Campeonato de Estados Unidos en Ruta

2013
- 1 etapa del Tour de Gila
- The Philadelphia Cycling Classic
- 3º en Campeonato de Estados Unidos en Ruta
- Thompson Bucks County Classic

2014
- The Philadelphia Cycling Classic
- 1 etapa del USA Pro Cycling Challenge

2015
- 3º en Campeonato de Estados Unidos en Ruta
- 1 etapa del Tour de Utah
- 1 etapa del USA Pro Cycling Challenge

2016
- 1 etapa del Tour de Utah[2]

## Resultados en Grandes Vueltas y Campeonatos del Mundo
Durante su carrera deportiva consiguió los siguientes puestos en las Grandes Vueltas. 
| Carrera         | Carrera         | 2008 | 2009 | 2010 | 2011 | 2012 | 2013 | 2014 | 2015 | 2016  | 2017  | 2018  | 2019  | 2020 | 2021 |
| --------------- | --------------- | ---- | ---- | ---- | ---- | ---- | ---- | ---- | ---- | ----- | ----- | ----- | ----- | ---- | ---- |
|                 | Giro de Italia  | —    | —    | —    | —    | —    | —    | —    | —    | —     | —     | —     | —     | —    | —    |
|                 | Tour de Francia | —    | —    | —    | —    | —    | —    | —    | —    | —     | —     | —     | —     | —    | —    |
|                 | Vuelta a España | —    | —    | —    | —    | —    | —    | —    | —    | 132.º | —     | 135.º | 141.º | —    | Ab.  |
| Mundial en Ruta | Mundial en Ruta | —    | —    | —    | —    | —    | —    | Ab.  | —    | —     | 109.º | —     | —     | —    | —    |

—: no participa
Ab.: abandono